# Tic
Un tic és un moviment motor o vocal involuntari, sobtat, repetitiu, però no rítmic que implica simultàniament un grup reduït de músculs o fibres musculars, que es contrauen. Un dels tics més freqüents és el que afecta a les parpelles.
Els tics s'han de distingir dels moviments d'altres trastorns del moviment com la corea, la distonia, la mioclònia; en el trastorn de moviment estereotipats d'algunes persones autistes, les compulsions del trastorn obsessivocompulsiu (TOC) i l'activitat de les convulsions.